# Alive and Screamin’
Alive and Screamin’ ist das erste Livealbum der schweizerischen Hard-Rock-Band Krokus. Es enthält die Singleauskopplung „Screaming in the Night (Live)“.

## Hintergrund
Alive and Screamin’ erschien zu einem Zeitpunkt als Krokus musikalisch betrachtet an ihrem Tiefpunkt angelangt waren. Change of Address konnte zwar im Fahrwasser der früheren Erfolge und der Glam-Metal-Welle durchaus Erfolge feiern, doch von den strammen, toughen Jungs vergangener Tage war nur noch wenig übrig geblieben. Dadurch und auch wegen der ständigen Besetzungswechsel verlor die Band vor allem bei den älteren Fans ihre Glaubwürdigkeit. Von daher war das von Tony Platt produzierte Album, das mit demselben Line-Up eingespielt wurde wie der Studiovorgänger, die richtige Antwort und auch eine kleine Wiedergutmachung. Zum einen deshalb, weil die alten Hits so dargeboten wurden, wie es sich die Fans wünschten und zum anderen, weil es sich um das erste, lange ersehnte Livealbum in der Bandgeschichte handelte. Mit der Single „Screaming in the Night (Live)“ im Rücken schaffte es Alive and Screamin’ immerhin auf Platz 97 der amerikanischen Billboard Charts. Aufgenommen während des Nordamerika-Abstechers der Change of Address World Tour in Amarillo, Cincinnati, Baltimore und Poughkeepsie, USA, sowie in Toronto, Kanada, beinhaltet das Album Songs von allen Werken der Storace-Ära bis 1986, abgesehen von Hardware, sowie mit „Lay Me Down“ einen nie auf einem Studioalbum veröffentlichten Song. Nach Alive and Screamin’ kam es allerdings wieder zu personellen Umstrukturierungen: Bassist und Songwriter Chris von Rohr kam zurück und ersetzte Tommy Keiser, Schlagzeuger Jeff Klaven wurde von Dani Crivelli abgelöst. Doch diese Maßnahmen sollten sich als Einleitung für die geplante Kurskorrektur erweisen. Außerdem zog man die notwendigen Konsequenzen aus den Erlebnissen zur Entstehung von Change of Address, die sich neben den personellen Veränderungen in einem Wechsel der Plattenfirma widerspiegelten. Alive and Screamin’ wurde im Jahr 2000 von der Plattenfirma Spitfire mit einem leicht veränderten Coverartwork aber derselben Titelliste wiederveröffentlicht.

## Titelliste
1. Long Stick Goes Boom (5:38) (Fernando von Arb/Chris von Rohr/Marc Storace) (von One Vice at a Time)
2. Eat the Rich (4:55) (von Arb/von Rohr/Storace/Butch Stone) (von Headhunter)
3. Screaming in the Night (6:00) (von Arb/von Rohr/Storace/Stone/Mark Kohler) (von Headhunter)
4. Hot Shot City (4:00) (Tommy Keiser/Jeff Klaven/Storace/Kohler) (von Change of Address)
5. Midnite Maniac (4:11) (Storace/von Arb) (von The Blitz)
6. Bedside Radio (3:19) (von Arb/von Rohr/Jürg Naegeli) (von Metal Rendez-Vous)
7. Lay Me Down (3:33) (Bob Marlette/Sue Shifrin)[6]
8. Stayed Awake All Night (5:46) (Randy Bachman) (von Headhunter)
9. Headhunter (4:45) (von Arb/von Rohr/Storace/Stone) (von Headhunter)

### Coverversion
- „Stayed Awake All Night“ ist eine Bachman-Turner-Overdrive-Coverversion. Das Lied wurde ursprünglich 1973 auf dem Album Bachman-Turner Overdrive veröffentlicht.

## Besetzung
Gesang: Marc Storace
Leadgitarre: Fernando von Arb
Rhythmusgitarre: Mark Kohler
Bass: Tommy Keiser
Schlagzeug: Jeff Klaven